# Estadio João de Deus Lopes da Silva
El Estadio João de Deus Lopes da Silva (en portugués: Estádio João de Deus Lopes da Silva) es un estadio de fútbol situado en Ribeira Brava en São Nicolau, una isla en el archipiélago y nación africana de Cabo Verde. Actualmente se utiliza sobre todo para los partidos de fútbol y el estadio es utilizado por los equipos del municipio como el SC Atlético. El estadio tiene capacidad para 1000 personas.